# يوري (لاعب كرة قدم مواليد 1997)
يوري هو لاعب كرة قدم برازيلي في مركز الوسط، ولد في 31 أكتوبر 1997. لعب مع غريميو بورتو أليغرينزي.